# Степне (Мамлютський район)
Степне́ (каз. Степное) — село у складі Мамлютського району Північноказахстанської області Казахстану. Входить до складу Кизиласкерського сільського округу.
До 16 серпня 1971 року село називалось Романовський хутор.
Населення — 82 особи (2021; 160 у 2009, 224 у 1999, 324 у 1989).
Національний склад станом на 1989 рік:
- росіяни — 54 %
- казахи — 31 %.